# Liste des joueurs du RWD Molenbeek
Cette liste reprend les 426 joueurs de football qui ont évolué au RWD Molenbeek (matricule 47) depuis la fondation du club sous toutes ses appellations :
- (Royal) White Star Athletic Club : de 1909 à 1963
- Royal Racing White : de 1963 à 1973
- Racing White Daring de Molenbeek : de 1973 à 2003 (disparition)

Les joueurs des actuels Football Club Brussels (matricule 1936), FC « Bleid-Molenbeek » (matricule 9026) ou Royal White Star Woluwe Football Club (matricule 5750) ne peuvent PAS être ajoutés à cette liste, tout comme les joueurs des anciens clubs absorbés par le matricule 47 lors des deux fusions ayant mené à la forme finale du RWDM, le Daring Club de Bruxelles (matricule 2) et le Royal Racing Club de Bruxelles (matricule 6 puis 1274).
- Haut – A
- B
- C
- D
- E
- F
- G
- H
- I
- J
- K
- L
- M
- N
- O
- P
- Q
- R
- S
- T
- U
- V
- W
- X
- Y
- Z

## A
| Joueur          | Nationalité | Position          | Date de naissance | Période(s) | Matches (dont D1) | Buts | Jaunes | Rouges |
| --------------- | ----------- | ----------------- | ----------------- | ---------- | ----------------- | ---- | ------ | ------ |
| Spyros Achiolas | Belgique    | ?                 | ?                 | 1966-1967  | 1 (1)             | 0    | 0      | 0      |
| Didier Albert   | Belgique    | ?                 | 12/08/1974        | 1993-1994  | 1 (1)             | 0    | 1      | 0      |
| Carlos Alhinho  | Portugal    | Défenseur         | 10/01/1949        | 1977-1978  | 19 (19)           | 1    | 0      | 0      |
| Jozef Allaerts  | Belgique    | ?                 | ?                 | 1941-1942  | 1 (1)             | 0    | 0      | 0      |
| Bernard Allou   | France      | Milieu de terrain | 19/06/1975        | 2001-2002  | 23 (23)           | 5    | 1      | 0      |
| Jacques André   | Belgique    | ?                 | ?                 | 1938-1939  | 1 (1)             | 0    | 0      | 0      |
| Rudi Andries    | Belgique    | ?                 | 30/01/1962        | 1978-1984  | 7 (7)             | 0    | 0      | 0      |
| Louis Antoons   | Belgique    | ?                 | ?                 | 1934-1935  | 3 (3)             | 1    | 0      | 0      |
| Philippe Arno   | Belgique    | ?                 | 8/03/1955         | 1974-1976  | 0 (0)             | 0    | 0      | 0      |
| Daniel Audrit   | Belgique    | Gardien de but    | ?                 | 1967-1968  | 0 (0)             | 0    | 0      | 0      |
| Raymond Ausloos | Belgique    | Gardien de but    | 12/05/1928        | 1952-1961  | 0 (0)             | 0    | 0      | 0      |

## B
| Joueur              | Nationalité          | Position          | Date de naissance | Période(s) | Matches (dont D1) | Buts | Jaunes | Rouges |
| ------------------- | -------------------- | ----------------- | ----------------- | ---------- | ----------------- | ---- | ------ | ------ |
| Georges Baeten      | Belgique             | ?                 | ?                 | 1935-1936  | 17 (17)           | 4    | 0      | 0      |
| Adrian Bakalli      | Belgique             | Milieu de terrain | 22/11/1976        | 1995-1998  | 25 (25)           | 2    | 5      | 1      |
| Guillaume Balis     | Belgique             | ?                 | ?                 | 1934-1935  | 1 (1)             | 0    | 0      | 0      |
| Rachid Baouf        | Maroc                | Milieu de terrain | 7/10/1976         | 1995-1998  | 28 (28)           | 1    | 4      | 0      |
| Francis Baras       | Belgique             | ?                 | 27/05/1957        | 1978-1979  | 0 (0)             | 0    | 0      | 0      |
| Steve Barbé         | Belgique             | Milieu de terrain | 15/01/1979        | 1996-1999  | 74 (46)           | 4    | 7      | 0      |
| Félis Bartholomeus  | Belgique             | ?                 | ?                 | 1954-1969  | 0 (0)             | 0    | 0      | 0      |
| François Bas        | Belgique             | ?                 | ?                 | 1955-1959  | 0 (0)             | 0    | 0      | 0      |
| Fons Bastijns       | Belgique             | Attaquant         | 28/01/1947        | 1965-1967  | 0 (0)             | 0    | 0      | 0      |
| Nilo Juliano Bastos | Brésil               | Milieu de terrain | 3/02/1979         | 1997-1998  | 2 (2)             | 0    | 1      | 0      |
| André Bauduin       | Belgique             | ?                 | 24/07/1946        | 1968-1970  | 0 (0)             | 0    | 0      | 0      |
| Husein Beganović    | Macédoine            | Défenseur         | 16/06/1971        | 1997-1998  | 15 (15)           | 0    | 3      | 4      |
| Rachid Belabed      | Algérie              | Milieu de terrain | 20/10/1980        | 1999-2000  | 6 (0)             | 0    | 1      | 0      |
| Joachim Benfeld     | Allemagne de l'Ouest | Milieu de terrain | 28/05/1958        | 1988-1990  | 2 (0)             | 1    | 1      | 0      |
| René Berdoux        | Belgique             | ?                 | ?                 | 1924-1925  | 25 (25)           | 0    | 0      | 0      |
| Gerard Bergholtz    | Pays-Bas             | Milieu de terrain | 29/08/1939        | 1970-1974  | 0 (0)             | 6    | 0      | 0      |
| Georges Bergmans    | Belgique             | ?                 | ?                 | 1943-1947  | 0 (0)             | 0    | 0      | 0      |
| Laurent Bernaerts   | Belgique             | ?                 | ?                 | 1934-1936  | 0 (0)             | 0    | 0      | 0      |
| Guy Bertier         | Belgique             | Gardien de but    | ?                 | 1941-1954  | 0 (0)             | 0    | 0      | 0      |
| Olivier Beuckelaers | Belgique             | Défenseur         | 2/12/1963         | 1982-1993  | 114 (85)          | 2    | 4      | 1      |
| Mathieu Billen      | Belgique             | Défenseur         | 16/04/1953        | 1985-1986  | 33 (33)           | 2    | 3      | 0      |
| Jean Biston         | Belgique             | ?                 | ?                 | 1936-1938  | 0 (0)             | 0    | 0      | 0      |
| Kresten Bjerre      | Danemark             | Défenseur         | 22/02/1946        | 1970-1977  | 38 (38)           | 2    | 0      | 0      |
| Alain Blanckaert    | Belgique             | ?                 | 1/12/1967         | 1999-2001  | 32 (0)            | 3    | 2      | 1      |
| Édouard Blero       | Belgique             | ?                 | ?                 | 1924-1928  | 0 (0)             | 0    | 0      | 0      |
| Sip Bloemberg       | Pays-Bas             | Milieu de terrain | 9/06/1952         | 1975-1976  | 13 (13)           | 0    | 0      | 0      |
| Steve Bogaert       | Belgique             | ?                 | 5/06/1973         | 1993-1994  | 0 (0)             | 0    | 0      | 0      |
| Guy Bogaerts        | Belgique             | Gardien de but    | 8/09/1954         | 1976-1980  | 5 (5)             | 0    | 0      | 0      |
| Stefaan Bogaerts    | Belgique             | ?                 | 20/05/1969        | 1986-1987  | 0 (0)             | 0    | 0      | 0      |
| Michaël Bolen       | Belgique             | Gardien de but    | 1/11/1979         | 1999-2001  | 0 (0)             | 0    | 0      | 0      |
| Karel Bonsink       | Pays-Bas             | Attaquant         | 21/09/1950        | 1978-1981  | 59 (59)           | 21   | 1      | 0      |
| Fernand Boogaerts   | Belgique             | Gardien de but    | 25/02/1921        | 1938-1948  | 0 (0)             | 0    | 0      | 0      |
| Johan Boskamp       | Pays-Bas             | Milieu de terrain | 21/10/1948        | 1974-1982  | 147 (147)         | 35   | 8      | 1      |
| Frans Bouwmeester   | Pays-Bas             | Attaquant         | 19/05/1940        | 1969-1970  | 1 (1)             | 0    | 0      | 0      |
| Hans Bouwmeester    | Belgique             | Milieu de terrain | 28/08/1958        | 1982-1988  | 161 (161)         | 23   | 4      | 1      |
| Pascal Bovri        | Belgique             | Milieu de terrain | 4/10/1964         | 1997-1999  | 42 (16)           | 0    | 7      | 0      |
| Danijel Brezič      | Slovénie             | Milieu de terrain | 15/02/1976        | 2001-2002  | 9 (9)             | 0    | 0      | 0      |
| Benoît Brupbacher   | Belgique             | ?                 | ?                 | 1927-1928  | 0 (0)             | 0    | 0      | 0      |
| Corneille Buelens   | Belgique             | ?                 | ?                 | 1941-1942  | 15 (15)           | 1    | 0      | 0      |
| Yves Buelinckx      | Belgique             | Attaquant         | 22/06/1972        | 1998-2000  | 63 (0)            | 41   | 10     | 2      |
| Roger Bulcke        | Belgique             | ?                 | ?                 | 1942-1947  | 0 (0)             | 0    | 0      | 0      |
| Miloš Bursać        | Serbie               | Attaquant         | 23/06/1962        | 1998-1999  | 0 (0)             | 0    | 0      | 0      |
| Jonathan Butera     | Belgique             | ?                 | 14/05/1980        | 1997-2002  | 111 (25)          | 10   | 10     | 0      |
| Philippe Buyle      | Belgique             | Défenseur         | 13/03/1958        | 1977-1984  | 22 (22)           | 1    | 0      | 0      |

## C
| Joueur                           | Nationalité | Position          | Date de naissance | Période(s) | Matches (dont D1) | Buts | Jaunes | Rouges |
| -------------------------------- | ----------- | ----------------- | ----------------- | ---------- | ----------------- | ---- | ------ | ------ |
| Daniel Camus                     | Belgique    | Milieu de terrain | 21/10/1971        | 1991-1997  | 125 (125)         | 5    | 22     | 1      |
| Tommy Careel                     | Belgique    | Milieu de terrain | 10/06/1973        | 2001-2002  | 2 (2)             | 0    | 0      | 0      |
| Géo Carvalho                     | Brésil      | Attaquant         | 13/07/1936        | 1965-1966  | 0 (0)             | 0    | 0      | 0      |
| Julio Santa Fe Cesar Do Esperito | Brésil      | ?                 | 21/06/1975        | 1997-1999  | 22 (10)           | 1    | 2      | 1      |
| Louis Ceuppens                   | Belgique    | ?                 | ?                 | 1934-1936  | 0 (0)             | 0    | 0      | 0      |
| Bruno Charels                    | Belgique    | Milieu de terrain | 28/03/1958        | 1982-1985  | 12 (12)           | 0    | 0      | 0      |
| Paul Charlier                    | Belgique    | ?                 | ?                 | 1943-1947  | 0 (0)             | 0    | 0      | 0      |
| Wim Charlier                     | Belgique    | ?                 | 4/05/1975         | 1996-1997  | 5 (5)             | 0    | 0      | 0      |
| Charles Close                    | Belgique    | ?                 | ?                 | 1936-1937  | 6 (6)             | 0    | 0      | 0      |
| Albert Cluytens                  | Belgique    | Milieu de terrain | 16/11/1955        | 1988-1989  | 0 (0)             | 0    | 0      | 0      |
| Alain Cneudt                     | Belgique    | Milieu de terrain | 5/08/1959         | 1978-1985  | 37 (37)           | 3    | 0      | 0      |
| Harry Cnops                      | Belgique    | Attaquant         | 25/03/1960        | 1978-1980  | 11 (11)           | 4    | 0      | 0      |
| Mike Coeck                       | Belgique    | Gardien de but    | 1/08/1968         | 1985-1986  | 1 (1)             | 0    | 0      | 0      |
| Roger Colin                      | Belgique    | ?                 | ?                 | 1968-1969  | 1 (1)             | 0    | 0      | 0      |
| Jean Collet                      | Belgique    | Attaquant         | ?                 | 1934-1939  | 0 (0)             | 0    | 0      | 0      |
| Jean-Paul Colonval               | Belgique    | Attaquant         | 2/02/1940         | 1959-1961  | 0 (0)             | 0    | 0      | 0      |
| Hubert Cordiez                   | Belgique    | Attaquant         | 5/12/1954         | 1976-1978  | 0 (0)             | 19   | 0      | 0      |
| Rudi Cossey                      | Belgique    | Défenseur         | 2/08/1961         | 1981-1990  | 149 (127)         | 9    | 7      | 1      |
| Louis Coulomb                    | Belgique    | ?                 | ?                 | 1926-1935  | 24 (24)           | 2    | 0      | 0      |
| Maxence Coveliers                | Belgique    | Milieu de terrain | 23/02/1984        | 2001-2002  | 4 (4)             | 0    | 0      | 0      |
| Jean Craps                       | Belgique    | ?                 | ?                 | 1952-1965  | 0 (0)             | 0    | 0      | 0      |
| René Craps                       | Belgique    | ?                 | 4/11/1955         | 1976-1977  | 0 (0)             | 0    | 0      | 0      |
| Pierre Crombez                   | Belgique    | ?                 | 22/08/1944        | 1966-1974  | 0 (0)             | 0    | 0      | 0      |
| Gaston Curely                    | Belgique    | ?                 | ?                 | 1935-1943  | 0 (0)             | 0    | 0      | 0      |
| Francis Cuypers                  | Belgique    | Gardien de but    | 28/10/1947        | 1973-1975  | 1 (1)             | 0    | 0      | 0      |
| Vincent Cuyvers                  | Belgique    | Milieu de terrain | 10/05/1977        | 1996-1999  | 8 (7)             | 0    | 0      | 0      |

## D
| Joueur                            | Nationalité | Position          | Date de naissance | Période(s)           | Matches (dont D1) | Buts | Jaunes | Rouges |
| --------------------------------- | ----------- | ----------------- | ----------------- | -------------------- | ----------------- | ---- | ------ | ------ |
| Georges Damen                     | Belgique    | ?                 | ?                 | 1934-1938            | 0 (0)             | 0    | 0      | 0      |
| Alfred Dardenne                   | Belgique    | ?                 | ?                 | 1934-1937            | 0 (0)             | 0    | 0      | 0      |
| Guy Dardenne                      | Belgique    | Milieu de terrain | 19/10/1954        | 1980-1981            | 31 (31)           | 7    | 1      | 1      |
| Michel Darte                      | Belgique    | ?                 | 12/07/1949        | 1968-1972            | 0 (0)             | 0    | 0      | 0      |
| Alain Dausfresne De La Chavalerie | Belgique    | ?                 | ?                 | 1941-1944            | 0 (0)             | 0    | 0      | 0      |
| Edy De Bolle                      | Belgique    | Milieu de terrain | 26/09/1949        | 1979-1981            | 64 (64)           | 4    | 4      | 0      |
| Charles De Brabanter              | Belgique    | ?                 | ?                 | 1924-1925            | 0 (0)             | 0    | 0      | 0      |
| Nico de Bree                      | Pays-Bas    | Gardien de but    | 16/09/1944        | 1972-1977            | 38 (38)           | 0    | 0      | 0      |
| Kevin De Broyer                   | Belgique    | Attaquant         | 11/10/1982        | 1999-2001            | 4 (0)             | 0    | 1      | 0      |
| Arsène De Bruyn                   | Belgique    | ?                 | ?                 | 1968-1969            | 1 (1)             | 0    | 0      | 0      |
| Marc De Buyser                    | Belgique    | Attaquant         | 13/11/1963        | 1987-1989            | 0 (0)             | 26   | 0      | 0      |
| Daniël De Cubber                  | Belgique    | Milieu de terrain | 19/04/1954        | 1979-1980            | 14 (14)           | 1    | 1      | 0      |
| Pierre De Gheynst                 | Belgique    | ?                 | ?                 | 1924-1925            | 26 (26)           | 6    | 0      | 0      |
| Yves De Greef                     | Belgique    | Milieu de terrain | 29/01/1962        | 1980-1987            | 136 (136)         | 26   | 1      | 0      |
| Theo De Heuvel                    | Belgique    | ?                 | ?                 | 1934-1936            | 0 (0)             | 0    | 0      | 0      |
| Thierry De Jaegher                | Belgique    | Défenseur         | 9/12/1969         | 1986-1994            | 31 (28)           | 1    | 1      | 0      |
| René De Jaeghere                  | Belgique    | ?                 | ?                 | 1924-1925            | 25 (25)           | 1    | 0      | 0      |
| Bernard De Keyser                 | Belgique    | ?                 | ?                 | 1938-1947            | 0 (0)             | 0    | 0      | 0      |
| Robert De Kip                     | Pays-Bas    | Attaquant         | 7/10/1955         | 1979-1981            | 59 (59)           | 15   | 2      | 0      |
| Pierre De Maerschalck             | Belgique    | ?                 | ?                 | 1924-1925            | 8 (8)             | 0    | 0      | 0      |
| Sébastien De Meersman             | Belgique    | Milieu de terrain | 30/12/1970        | 1989-1991            | 26 (11)           | 4    | 1      | 0      |
| Paul De Mesmaeker                 | Belgique    | Milieu de terrain | 8/09/1963         | 1981-1986            | 112 (82)          | 18   | 1      | 0      |
| Gunther De Meyer                  | Belgique    | Milieu de terrain | 14/04/1968        | 1994-1995            | 34 (34)           | 1    | 2      | 0      |
| Patrick De Mol                    | Belgique    | ?                 | 6/06/1959         | 1976-1977            | 0 (0)             | 0    | 0      | 0      |
| Willy De Nayer                    | Belgique    | ?                 | ?                 | 1969-1970            | 0 (0)             | 0    | 0      | 0      |
| Alain De Nil                      | Belgique    | Milieu de terrain | 17/08/1966        | 1983-1986            | 45 (45)           | 3    | 1      | 0      |
| Freddy De Reu                     | Belgique    | ?                 | ?                 | 1965-1967            | 0 (0)             | 0    | 0      | 0      |
| François De Ridder                | Belgique    | ?                 | ?                 | 1943-1947            | 0 (0)             | 0    | 0      | 0      |
| Karel De Valck                    | Belgique    | ?                 | ?                 | 1938-1939            | 9 (9)             | 0    | 0      | 0      |
| Marco De Vries                    | Pays-Bas    | ?                 | 10/08/1962        | 1980-1982            | 1 (1)             | 0    | 0      | 0      |
| Gaston De Wael                    | Belgique    | Attaquant         | 31/12/1934        | 1961-1964, 1966-1969 | 0 (0)             | 0    | 0      | 0      |
| Filip De Waele                    | Belgique    | Milieu de terrain | 23/10/1955        | 1981-1982            | 4 (4)             | 0    | 0      | 0      |
| Richard De Waele                  | Belgique    | ?                 | ?                 | 1936-1939            | 0 (0)             | 0    | 0      | 0      |
| Jan De Wolf                       | Belgique    | ?                 | 22/04/1962        | 1979-1980            | 0 (0)             | 0    | 0      | 0      |
| Michel De Wolf                    | Belgique    | Défenseur         | 19/01/1958        | 1977-1983            | 160 (160)         | 1    | 3      | 1      |
| Marcel Deboedt                    | France      | ?                 | 5/04/1926         | 1946-1947            | 0 (0)             | 0    | 0      | 0      |
| Wim Debois                        | Belgique    | ?                 | ?                 | 1965-1966            | 2 (2)             | 0    | 0      | 0      |
| André Dechamps                    | Belgique    | ?                 | 6/05/1923         | 1944-1946            | 12 (12)           | 6    | 0      | 0      |
| André Decorte                     | Belgique    | ?                 | 4/04/1940         | 1965-1966            | 0 (0)             | 0    | 0      | 0      |
| Harold Deglas                     | Belgique    | Attaquant         | 23/07/1975        | 1992-1998            | 48 (48)           | 8    | 3      | 0      |
| Étienne Delangre                  | Belgique    | Défenseur         | 12/02/1963        | 1992-1994            | 15 (15)           | 0    | 0      | 0      |
| Éric Deleu                        | Belgique    | Gardien de but    | 30/01/1960        | 1978-1987            | 92 (92)           | 0    | 3      | 0      |
| Stéphane Demets                   | Belgique    | ?                 | 26/12/1976        | 1994-1998            | 63 (63)           | 2    | 11     | 1      |
| Georges Demulder                  | Belgique    | ?                 | 12/05/1919        | 1936-1947            | 0 (0)             | 0    | 0      | 0      |
| Jean-Paul Den Haese               | Belgique    | ?                 | 13/10/1953        | 1971-1973, 1975-1979 | 34 (34)           | 0    | 0      | 0      |
| Henri Depireux                    | Belgique    | Milieu de terrain | 1/02/1944         | 1973-1974            | 0 (0)             | 4    | 0      | 0      |
| Alain Depotbecker                 | Belgique    | ?                 | 5/06/1959         | 1976-1977            | 0 (0)             | 0    | 0      | 0      |
| Gérard Desanghere                 | Belgique    | Défenseur         | 16/11/1947        | 1971-1979            | 41 (41)           | 0    | 0      | 0      |
| René Desayere                     | Belgique    | Défenseur         | 14/09/1947        | 1978-1983            | 134 (134)         | 1    | 8      | 0      |
| Léopold Desmaele                  | Belgique    | ?                 | ?                 | 1934-1943            | 0 (0)             | 0    | 0      | 0      |
| Jozef Desmedt                     | Belgique    | Défenseur         | 13/05/1955        | 1973-1975            | 10 (10)           | 0    | 0      | 0      |
| Kris Desmet                       | Belgique    | Gardien de but    | 28/06/1975        | 1994-1995            | 0 (0)             | 0    | 0      | 0      |
| August Devos                      | Belgique    | ?                 | ?                 | 1934-1944            | 0 (0)             | 0    | 0      | 0      |
| François Devos                    | Belgique    | ?                 | ?                 | 1934-1938            | 0 (0)             | 0    | 0      | 0      |
| Dirk De Vriese                    | Belgique    | Milieu de terrain | 3/12/1958         | 1979-1982, 1986-1993 | 235 (207)         | 26   | 36     | 6      |
| Pierre Dewil                      | Belgique    | ?                 | ?                 | 1924-1925            | 1 (1)             | 0    | 0      | 0      |
| Alain D'Hoe                       | Belgique    | ?                 | 19/04/1965        | 1982-1983            | 0 (0)             | 0    | 0      | 0      |
| Danny Dieltiens                   | Belgique    | Gardien de but    | 23/05/1960        | 1983-1984            | 22 (22)           | 0    | 0      | 0      |
| Joseph Dimanche                   | Belgique    | ?                 | ?                 | 1953-1954            | 0 (0)             | 0    | 0      | 0      |
| Léonce Dimanche                   | Belgique    | ?                 | 24/09/1924        | 1943-1956            | 0 (0)             | 0    | 0      | 0      |
| Maurice Dimanche                  | Belgique    | ?                 | ?                 | 1942-1947            | 0 (0)             | 0    | 0      | 0      |
| Frank Dirix                       | Belgique    | ?                 | 18/01/1964        | 1989-1990            | 8 (0)             | 1    | 0      | 0      |
| Jean Dockx                        | Belgique    | Milieu de terrain | 24/05/1941        | 1966-1971            | 141 (141)         | 32   | 0      | 0      |
| Joseph Dognie                     | Belgique    | ?                 | ?                 | 1924-1925            | 0 (0)             | 0    | 0      | 0      |
| Tosin Dosunmu                     | Nigeria     | Attaquant         | 15/07/1980        | 1998-2001            | 55 (0)            | 11   | 1      | 0      |
| Gert Doumen                       | Belgique    | Gardien de but    | 24/06/1971        | 2001-2002            | 15 (15)           | 0    | 1      | 0      |
| Maurice Dryoel                    | Belgique    | ?                 | ?                 | 1938-1939            | 3 (3)             | 0    | 0      | 0      |
| Jean-Jacques Dubois               | Belgique    | ?                 | ?                 | 1955-1956            | 0 (0)             | 0    | 0      | 0      |
| Éric Dumon                        | Belgique    | Défenseur         | 23/05/1954        | 1973-1979            | 33 (33)           | 4    | 0      | 0      |
| Jean Dupont                       | Belgique    | ?                 | ?                 | 1937-1939            | 0 (0)             | 0    | 0      | 0      |
| Henri Duroi                       | Belgique    | ?                 | 29/09/1910        | 1934-1936            | 0 (0)             | 0    | 0      | 0      |
| Tomasz Dziubiński                 | Pologne     | Attaquant         | 8/07/1968         | 1994-1995            | 12 (12)           | 1    | 1      | 0      |

## E
| Joueur           | Nationalité | Position          | Date de naissance | Période(s) | Matches (dont D1) | Buts | Jaunes | Rouges |
| ---------------- | ----------- | ----------------- | ----------------- | ---------- | ----------------- | ---- | ------ | ------ |
| Jaak Edelbloedt  | Pays-Bas    | Milieu de terrain | 5/11/1960         | 1985-1990  | 52 (52)           | 4    | 9      | 1      |
| Paul Eggers      | Belgique    | Gardien de but    | 6/02/1949         | 1974-1975  | 0 (0)             | 0    | 0      | 0      |
| Foad El Makrini  | Maroc       | ?                 | 3/01/1978         | 1995-1996  | 0 (0)             | 0    | 0      | 0      |
| Walter Elegeert  | Belgique    | ?                 | 28/07/1941        | 1965-1966  | 0 (0)             | 0    | 0      | 0      |
| Michael Emenalo  | Nigeria     | Défenseur         | 14/07/1965        | 1989-1992  | 47 (30)           | 5    | 9      | 1      |
| Geert Emmerechts | Belgique    | Défenseur         | 5/05/1968         | 1983-1988  | 39 (39)           | 0    | 7      | 1      |
| Hans Erkens      | Pays-Bas    | Attaquant         | 14/07/1952        | 1979-1981  | 13 (13)           | 3    | 1      | 0      |
| Luc Ernès        | Belgique    | Attaquant         | 24/02/1965        | 1993-1995  | 40 (40)           | 1    | 5      | 0      |

## F
| Joueur           | Nationalité | Position          | Date de naissance | Période(s) | Matches (dont D1) | Buts | Jaunes | Rouges |
| ---------------- | ----------- | ----------------- | ----------------- | ---------- | ----------------- | ---- | ------ | ------ |
| Laurent Fassotte | Belgique    | Défenseur         | 31/12/1977        | 2000-2002  | 65 (32)           | 11   | 9      | 0      |
| Ian Feuer        | États-Unis  | Gardien de but    | 20/05/1971        | 1991-1992  | 17 (17)           | 0    | 2      | 0      |
| Jean Fievez      | Belgique    | Attaquant         | 30/11/1910        | 1935-1943  | 0 (0)             | 0    | 0      | 0      |
| Henri Finne      | Belgique    | ?                 | ?                 | 1934-1935  | 4 (4)             | 0    | 0      | 0      |
| Bernard Follon   | Belgique    | Gardien de but    | ?                 | 1959-1960  | 0 (0)             | 0    | 0      | 0      |
| Jean François    | Belgique    | ?                 | ?                 | 1969-1970  | 1 (1)             | 0    | 0      | 0      |
| Isidoor Frey     | Belgique    | Milieu de terrain | 24/03/1905        | 1930-1931  | 0 (0)             | 0    | 0      | 0      |

## G
| Joueur                  | Nationalité | Position          | Date de naissance | Période(s) | Matches (dont D1) | Buts | Jaunes | Rouges |
| ----------------------- | ----------- | ----------------- | ----------------- | ---------- | ----------------- | ---- | ------ | ------ |
| Cheikh Gadiaga          | Sénégal     | Attaquant         | 30/11/1979        | 1998-2001  | 82 (0)            | 15   | 1      | 0      |
| Philippe Garot          | Belgique    | Attaquant         | 30/11/1948        | 1973-1986  | 18 (18)           | 5    | 6      | 0      |
| József Gáspár           | Hongrie     | Gardien de but    | 28/06/1955        | 1989-1991  | 45 (16)           | 0    | 0      | 1      |
| Robert Gijbels          | Belgique    | Défenseur         | 19/02/1962        | 1987-1993  | 81 (58)           | 0    | 13     | 1      |
| Fabrice Giuliani        | Belgique    | ?                 | 29/08/1968        | 1986-1987  | 0 (0)             | 0    | 0      | 0      |
| Santiago Fabio Giuntini | Brésil      | Attaquant         | 16/12/1972        | 2000-2001  | 29 (0)            | 10   | 5      | 1      |
| Wilfried Godart         | Belgique    | Gardien de but    | 3/06/1972         | 1990-2002  | 108 (19)          | 0    | 0      | 1      |
| Patrick Gollière        | Belgique    | Défenseur         | 16/05/1960        | 1977-1987  | 122 (122)         | 1    | 7      | 2      |
| Albert Gomme            | Belgique    | ?                 | 13/06/1923        | 1941-1947  | 0 (0)             | 0    | 0      | 0      |
| Joseph Gomme            | Belgique    | ?                 | 9/05/1926         | 1945-1947  | 0 (0)             | 0    | 0      | 0      |
| Jean Goossens           | Belgique    | ?                 | ?                 | 1924-1925  | 3 (3)             | 0    | 0      | 0      |
| Sylvano Goretti         | Italie      | Milieu de terrain | 28/03/1962        | 1986-1987  | 8 (8)             | 0    | 0      | 0      |
| Patrick Gorez           | Belgique    | Attaquant         | 12/07/1955        | 1977-1980  | 90 (90)           | 19   | 2      | 0      |
| Spira Grujić            | Serbie      | Défenseur         | 7/12/1971         | 1995-1997  | 64 (64)           | 1    | 3      | 1      |
| Gustaaf Gysemberg       | Belgique    | ?                 | ?                 | 1946-1947  | 4 (4)             | 0    | 0      | 0      |

## H
| Joueur                  | Nationalité | Position          | Date de naissance | Période(s) | Matches (dont D1) | Buts | Jaunes | Rouges |
| ----------------------- | ----------- | ----------------- | ----------------- | ---------- | ----------------- | ---- | ------ | ------ |
| Alfons Haagdoren        | Belgique    | ?                 | 1/06/1943         | 1965-1971  | 0 (0)             | 0    | 0      | 0      |
| Jean Hallaux            | Belgique    | ?                 | ?                 | 1924-1928  | 10 (10)           | 0    | 0      | 0      |
| Guy Hanssens            | Belgique    | ?                 | 22/03/1953        | 1972-1974  | 0 (0)             | 0    | 0      | 0      |
| Pascal Hautenne         | Belgique    | Attaquant         | 5/10/1968         | 1986-1987  | 3 (0)             | 0    | 0      | 0      |
| Alan Haydock            | Belgique    | Milieu de terrain | 13/01/1976        | 1995-2000  | 138 (79)          | 10   | 20     | 3      |
| Alain Henderickx        | Belgique    | ?                 | 14/07/1954        | 1972-1976  | 0 (0)             | 0    | 0      | 0      |
| Henry Hendrix           | Belgique    | ?                 | 15/01/1963        | 1980-1981  | 0 (0)             | 0    | 0      | 0      |
| Alain Herckenrath       | Belgique    | ?                 | 14/03/1973        | 1995-1996  | 0 (0)             | 0    | 0      | 0      |
| Christian Hercor        | Belgique    | ?                 | 28/08/1956        | 1976-1977  | 0 (0)             | 0    | 0      | 0      |
| Hector Heusdens         | Belgique    | ?                 | ?                 | 1955-1957  | 0 (0)             | 0    | 0      | 0      |
| Christian Heymans       | Belgique    | ?                 | 28/11/1964        | 1984-1985  | 0 (0)             | 0    | 0      | 0      |
| Lieven Heymans          | Belgique    | Milieu de terrain | 21/07/1968        | 1986-1990  | 42 (14)           | 9    | 2      | 1      |
| Pascal Hofman           | Belgique    | Défenseur         | 21/06/1970        | 1988-1994  | 8 (6)             | 0    | 0      | 0      |
| Da Silva Carlos Honorio | Brésil      | ?                 | 3/10/1938         | 1964-1967  | 0 (0)             | 0    | 0      | 0      |
| Fabian Houben           | Belgique    | ?                 | 10/01/1966        | 1983-1984  | 0 (0)             | 0    | 0      | 0      |
| Philippe Houx           | Belgique    | Défenseur         | 28/11/1968        | 1983-1988  | 27 (27)           | 2    | 4      | 0      |
| Jean Huenens            | Belgique    | ?                 | ?                 | 1941-1954  | 0 (0)             | 0    | 0      | 0      |
| Andy Huet               | Belgique    | ?                 | 7/09/1979         | 1999-2000  | 1 (0)             | 0    | 0      | 0      |
| Yvon Huez               | Belgique    | ?                 | ?                 | 1966-1967  | 4 (4)             | 0    | 0      | 0      |
| Christiaan Huizenga     | Belgique    | ?                 | ?                 | 1968-1969  | 1 (1)             | 0    | 0      | 0      |
| Roger Hussin            | Belgique    | ?                 | ?                 | 1941-1943  | 1 (1)             | 0    | 0      | 0      |

## I
| Joueur           | Nationalité | Position          | Date de naissance | Période(s) | Matches (dont D1) | Buts | Jaunes | Rouges |
| ---------------- | ----------- | ----------------- | ----------------- | ---------- | ----------------- | ---- | ------ | ------ |
| Jean Ickx        | Belgique    | ?                 | ?                 | 1924-1925  | 8 (8)             | 0    | 0      | 0      |
| Gideon Imagbudu  | Nigeria     | Milieu de terrain | 5/08/1978         | 2000-2001  | 0 (0)             | 0    | 0      | 0      |
| Patrick Ipermans | Belgique    | Défenseur         | 20/11/1959        | 1990-1991  | 12 (12)           | 0    | 1      | 0      |

## J
| Joueur          | Nationalité | Position          | Date de naissance | Période(s) | Matches (dont D1) | Buts | Jaunes | Rouges |
| --------------- | ----------- | ----------------- | ----------------- | ---------- | ----------------- | ---- | ------ | ------ |
| Gunter Jacob    | Belgique    | Milieu de terrain | 10/05/1968        | 1991-1997  | 157 (157)         | 4    | 29     | 2      |
| Herman Jacobs   | Belgique    | ?                 | ?                 | 1967-1970  | 0 (0)             | 0    | 0      | 0      |
| Pascal Jacobs   | Belgique    | Milieu de terrain | 27/11/1967        | 1989-1993  | 110 (80)          | 6    | 12     | 0      |
| Paul Jacobs     | Belgique    | ?                 | ?                 | 1934-1935  | 25 (25)           | 0    | 0      | 0      |
| Nico Jansen     | Pays-Bas    | Attaquant         | 15/01/1953        | 1978-1983  | 154 (154)         | 55   | 5      | 0      |
| Peter Janssen   | Belgique    | Défenseur         | 25/03/1975        | 1994-1996  | 11 (11)           | 1    | 0      | 0      |
| Ivica Jaraković | Serbie      | Milieu de terrain | 11/06/1978        | 2001-2002  | 23 (23)           | 6    | 2      | 0      |
| Guy Jongbloed   | Belgique    | Gardien de but    | 3/09/1969         | 1987-1988  | 0 (0)             | 0    | 0      | 0      |

## K
| Joueur              | Nationalité  | Position          | Date de naissance | Période(s) | Matches (dont D1) | Buts | Jaunes | Rouges |
| ------------------- | ------------ | ----------------- | ----------------- | ---------- | ----------------- | ---- | ------ | ------ |
| Alain Kadjata       | Belgique     | Attaquant         | 25/01/1965        | 1982-1987  | 1 (1)             | 0    | 0      | 0      |
| Blessing Kaku       | Nigeria      | Milieu de terrain | 5/03/1978         | 1998-1999  | 26 (0)            | 0    | 6      | 0      |
| Said Karani         | Belgique     | ?                 | 16/04/1980        | 2000-2001  | 16 (0)            | 0    | 0      | 0      |
| Ibrahim Kargbo      | Sierra Leone | Défenseur         | 10/04/1982        | 1999-2002  | 88 (30)           | 0    | 8      | 3      |
| Aboubacar Keita     | Sénégal      | ?                 | 6/03/1981         | 1999-2001  | 6 (0)             | 1    | 1      | 0      |
| Ilir Kepa           | Albanie      | Attaquant         | 21/04/1966        | 1991-1994  | 44 (44)           | 8    | 3      | 0      |
| Alexis Kerckhofs    | Belgique     | ?                 | 16/11/1981        | 1999-2001  | 5 (0)             | 0    | 1      | 0      |
| Stephen Keshi       | Nigeria      | Défenseur         | 23/01/1962        | 1993-1994  | 4 (4)             | 0    | 0      | 0      |
| Gert Keuterickx     | Belgique     | ?                 | 23/02/1965        | 1982-1986  | 0 (0)             | 0    | 0      | 0      |
| Eddy Keyaert        | Belgique     | ?                 | 17/08/1956        | 1974-1975  | 0 (0)             | 0    | 0      | 0      |
| Wim Kiekens         | Belgique     | Milieu de terrain | 26/02/1968        | 1985-1989  | 20 (20)           | 3    | 2      | 0      |
| Édouard Kinard      | Belgique     | ?                 | ?                 | 1924-1928  | 23 (23)           | 0    | 0      | 0      |
| Louis Kinnen        | Belgique     | ?                 | ?                 | 1968-1970  | 0 (0)             | 0    | 0      | 0      |
| Didier Kobla        | Zaïre        | Attaquant         | 14/04/1963        | 1986-1990  | 32 (11)           | 18   | 1      | 2      |
| Eddy Koens          | Pays-Bas     | Attaquant         | 12/03/1946        | 1971-1977  | 36 (36)           | 56   | 0      | 0      |
| Aleksandr Kolotilko | Russie       | Attaquant         | 10/07/1979        | 2000-2002  | 55 (30)           | 22   | 9      | 1      |
| Paul Kpaka          | Sierra Leone | Attaquant         | 7/08/1981         | 1999-2001  | 57 (0)            | 22   | 4      | 1      |
| Jean Krakowski      | Pologne      | ?                 | ?                 | 1937-1938  | 10 (10)           | 0    | 0      | 0      |

## L
| Joueur                   | Nationalité | Position       | Date de naissance | Période(s) | Matches (dont D1) | Buts | Jaunes | Rouges |
| ------------------------ | ----------- | -------------- | ----------------- | ---------- | ----------------- | ---- | ------ | ------ |
| Vincent Lachambre        | Belgique    | Défenseur      | 6/11/1980         | 1998-2000  | 54 (0)            | 0    | 6      | 1      |
| Michaël Laeremans        | Belgique    | Défenseur      | 18/01/1971        | 1992-1998  | 25 (25)           | 0    | 2      | 1      |
| Steve Laeremans          | Belgique    | Défenseur      | 26/03/1972        | 1989-1998  | 175 (164)         | 7    | 20     | 2      |
| Alex Lafont              | Belgique    | Défenseur      | 14/09/1946        | 1973-1979  | 25 (25)           | 3    | 0      | 0      |
| Abdel Laksiri            | Belgique    | ?              | 3/01/1980         | 1998-1999  | 6 (0)             | 0    | 0      | 0      |
| Albert Lallemand         | Belgique    | ?              | ?                 | 1937-1938  | 1 (1)             | 0    | 0      | 0      |
| Claus Larsen             | Danemark    | Attaquant      | 30/12/1962        | 1987-1989  | 14 (14)           | 2    | 0      | 0      |
| Jean-Philippe Laurette   | Belgique    | ?              | ?                 | 1966-1967  | 6 (6)             | 0    | 0      | 0      |
| Christian Lefebvre       | Belgique    | ?              | 17/06/1958        | 1975-1976  | 0 (0)             | 0    | 0      | 0      |
| Dirk Lehmann             | Allemagne   | Attaquant      | 16/08/1971        | 1996-1997  | 26 (26)           | 2    | 1      | 0      |
| Jean-Marie Lemaitre      | Belgique    | ?              | 15/08/1946        | 1965-1970  | 0 (0)             | 0    | 0      | 0      |
| Antoine François Léonard | Belgique    | ?              | ?                 | 1936-1937  | 2 (2)             | 0    | 0      | 0      |
| Guy Léonard              | Belgique    | Gardien de but | 9/11/1946         | 1975-1978  | 0 (0)             | 0    | 0      | 0      |
| Edmond Loos              | Belgique    | ?              | ?                 | 1924-1925  | 1 (1)             | 0    | 0      | 0      |
| Emil Lőrincz             | Hongrie     | Défenseur      | 29/09/1965        | 1990-1995  | 127 (127)         | 16   | 22     | 4      |
| Fernand Lorphèvre        | Belgique    | ?              | ?                 | ?          | 0 (0)             | 0    | 0      | 0      |
| Freddy Luyckx            | Belgique    | Défenseur      | 17/01/1959        | 1977-1981  | 58 (58)           | 7    | 2      | 0      |

## M
| Joueur                       | Nationalité                      | Position          | Date de naissance | Période(s) | Matches (dont D1) | Buts | Jaunes | Rouges |
| ---------------------------- | -------------------------------- | ----------------- | ----------------- | ---------- | ----------------- | ---- | ------ | ------ |
| Joe Maca                     | États-Unis                       | Défenseur         | 28/09/1920        | 1950-1951  | 0 (0)             | 0    | 0      | 0      |
| Ricardo Magro                | Belgique                         | Attaquant         | 3/09/1982         | 2001-2002  | 12 (12)           | 3    | 1      | 0      |
| Olivier Malcorps             | Belgique                         | Défenseur         | 20/01/1975        | 1993-1998  | 36 (36)           | 1    | 2      | 0      |
| Jean Mammerinckx             | Belgique                         | ?                 | ?                 | 1937-1942  | 0 (0)             | 0    | 0      | 0      |
| Denis Marien                 | Belgique                         | Défenseur         | 20/06/1946        | 1968-1970  | 0 (0)             | 0    | 0      | 0      |
| Luc Marievoet                | Belgique                         | Attaquant         | 4/01/1949         | 1973-1975  | 0 (0)             | 0    | 0      | 0      |
| Frédéric Marteaux            | Belgique                         | Milieu de terrain | 16/01/1971        | 1991-1992  | 4 (4)             | 0    | 0      | 0      |
| Maurice Martens              | Belgique                         | Défenseur         | 5/06/1947         | 1971-1983  | 160 (160)         | 6    | 4      | 0      |
| Ronny Martens                | Belgique                         | Attaquant         | 22/12/1958        | 1988-1989  | 0 (0)             | 1    | 0      | 0      |
| Jean-Pierre Mathieu          | Belgique                         | Milieu de terrain | 17/06/1948        | 1970-1972  | 0 (0)             | 0    | 0      | 0      |
| Éric Matoukou                | Cameroun                         | Défenseur         | 8/07/1983         | 2001-2002  | 10 (10)           | 0    | 3      | 0      |
| Léon Mayene                  | Belgique                         | ?                 | ?                 | 1924-1928  | 0 (0)             | 0    | 0      | 0      |
| Geert Meersman               | Belgique                         | ?                 | 5/10/1968         | 1983-1984  | 0 (0)             | 0    | 0      | 0      |
| Mauro Melis                  | Belgique                         | ?                 | 11/09/1965        | 1983-1984  | 0 (0)             | 0    | 0      | 0      |
| Hans Mergan                  | Belgique                         | Défenseur         | 29/10/1966        | 1982-1991  | 175 (146)         | 13   | 7      | 0      |
| Christian Meskens            | Belgique                         | ?                 | 27/09/1975        | 1997-1998  | 0 (0)             | 0    | 0      | 0      |
| Tom Meyers                   | Belgique                         | Gardien de but    | 17/04/1981        | 1997-2002  | 15 (5)            | 0    | 0      | 0      |
| Slobodan Miletić             | Yougoslavie                      | Milieu de terrain | 19/08/1969        | 1997-2000  | 38 (28)           | 7    | 3      | 0      |
| Marius Mitu                  | Roumanie                         | Milieu de terrain | 10/09/1976        | 2001-2002  | 22 (22)           | 2    | 6      | 0      |
| Joseph Moens                 | Belgique                         | ?                 | ?                 | 1938-1943  | 0 (0)             | 0    | 0      | 0      |
| Tony Mols                    | Belgique                         | Défenseur         | 8/01/1969         | 1992-1993  | 20 (20)           | 0    | 4      | 0      |
| Rainaldo Montanari           | Belgique                         | ?                 | 5/02/1955         | 1975-1976  | 0 (0)             | 0    | 0      | 0      |
| Rubenilson Monteiro Ferreira | Belgique                         | Attaquant         | 08/07/1972        | 1992-1994  | 49 (49)           | 16   | 7      | 0      |
| Robert Mordang               | Belgique                         | ?                 | 1/05/1948         | 1970-1973  | 0 (0)             | 0    | 0      | 0      |
| Marc Mostinckx               | Belgique                         | ?                 | 8/03/1962         | 1979-1983  | 0 (0)             | 0    | 0      | 0      |
| Michel Moyaux                | Belgique                         | ?                 | 24/04/1967        | 1983-1985  | 0 (0)             | 0    | 0      | 0      |
| Gere Muswamba Milambo        | République démocratique du Congo | ?                 | 24/11/1984        | 2001-2002  | 1 (1)             | 0    | 0      | 0      |
| Alain Mviena-Ossomo          | Cameroun                         | Milieu de terrain | 27/05/1971        | 1993-1994  | 6 (6)             | 1    | 1      | 0      |

## N
| Joueur           | Nationalité | Position          | Date de naissance | Période(s) | Matches (dont D1) | Buts | Jaunes | Rouges |
| ---------------- | ----------- | ----------------- | ----------------- | ---------- | ----------------- | ---- | ------ | ------ |
| Daniël Nassen    | Belgique    | Défenseur         | 24/11/1966        | 1991-1997  | 187 (175)         | 0    | 24     | 2      |
| David Nechelput  | Belgique    | Attaquant         | 6/08/1977         | 1997-1998  | 7 (7)             | 0    | 0      | 0      |
| Marcel Neefs     | Belgique    | ?                 | 6/03/1940         | 1965-1970  | 0 (0)             | 0    | 0      | 0      |
| Jean-Luc Nicaise | Belgique    | ?                 | ?                 | 1969-1972  | 0 (0)             | 0    | 0      | 0      |
| André Nickmans   | Belgique    | ?                 | 10/03/1919        | 1938-1939  | 0 (0)             | 0    | 0      | 0      |
| Benny Nielsen    | Danemark    | Milieu de terrain | 17/03/1951        | 1974-1977  | 37 (37)           | 25   | 0      | 0      |
| Kevin Nieus      | Belgique    | Défenseur         | 22/06/1982        | 2000-2002  | 1 (0)             | 0    | 0      | 0      |
| Augustin Nijs    | Belgique    | ?                 | ?                 | 1938-1947  | 0 (0)             | 0    | 0      | 0      |
| Kai Nyyssönen    | Finlande    | Attaquant         | 10/06/1972        | 1995-1998  | 46 (46)           | 6    | 7      | 0      |

## O
| Joueur              | Nationalité | Position          | Date de naissance | Période(s) | Matches (dont D1) | Buts | Jaunes | Rouges |
| ------------------- | ----------- | ----------------- | ----------------- | ---------- | ----------------- | ---- | ------ | ------ |
| Joseph Obenwa       | Nigeria     | Attaquant         | 18/12/1979        | 1996-1999  | 34 (27)           | 4    | 0      | 0      |
| Charles Okonedo     | Nigeria     | Défenseur         | 10/02/1977        | 2001-2002  | 1 (1)             | 0    | 0      | 0      |
| Morten Olsen        | Danemark    | Milieu de terrain | 14/08/1949        | 1976-1980  | 67 (67)           | 13   | 2      | 0      |
| Mike Okoth Origi    | Kenya       | Attaquant         | 16/11/1967        | 2001-2002  | 25 (25)           | 10   | 3      | 0      |
| Philip Osondu       | Nigeria     | Milieu de terrain | 28/11/1971        | 1990-1992  | 50 (50)           | 7    | 7      | 0      |
| El Houssaine Ouchla | Belgique    | Défenseur         | 1/12/1970         | 2001-2002  | 7 (7)             | 0    | 6      | 0      |
| Younous Oumouri     | Madagascar  | Défenseur         | 30/08/1975        | 2000-2001  | 31 (0)            | 2    | 4      | 0      |

## P
| Joueur                   | Nationalité | Position          | Date de naissance | Période(s) | Matches (dont D1) | Buts | Jaunes | Rouges |
| ------------------------ | ----------- | ----------------- | ----------------- | ---------- | ----------------- | ---- | ------ | ------ |
| Vincent Paquet           | Belgique    | ?                 | 23/03/1981        | 1999-2000  | 4 (0)             | 0    | 0      | 0      |
| Jean Paternoster         | Belgique    | ?                 | ?                 | 1937-1939  | 0 (0)             | 0    | 0      | 0      |
| Louis Pauwels            | Belgique    | Attaquant         | 3/07/1920         | 1950-1952  | 48 (0)            | 23   | 0      | 0      |
| Everson Pereira da Silva | Brésil      | Milieu de terrain | 10/11/1975        | 1997-1999  | 22 (16)           | 3    | 6      | 1      |
| Frédéric Pierre          | Belgique    | Attaquant         | 23/02/1974        | 1995-1997  | 61 (61)           | 23   | 10     | 0      |
| Clemant Pietercil        | Belgique    | ?                 | ?                 | 1941-1947  | 0 (0)             | 0    | 0      | 0      |
| Olivier Pijpens          | Belgique    | Milieu de terrain | 9/08/1972         | 1993-1994  | 15 (15)           | 0    | 1      | 0      |
| Sébastien Piron          | Belgique    | Défenseur         | 8/02/1979         | 2000-2001  | 24 (0)            | 0    | 3      | 0      |
| Albert Plennevaux        | Belgique    | ?                 | ?                 | 1937-1946  | 0 (0)             | 0    | 0      | 0      |
| Odilon Polleunis         | Belgique    | Attaquant         | 1/05/1943         | 1973-1976  | 33 (33)           | 17   | 0      | 0      |

## R
| Joueur              | Nationalité        | Position          | Date de naissance | Période(s) | Matches (dont D1) | Buts | Jaunes | Rouges |
| ------------------- | ------------------ | ----------------- | ----------------- | ---------- | ----------------- | ---- | ------ | ------ |
| André Raes          | Belgique           | Milieu de terrain | 12/10/1955        | 1976-1979  | 25 (25)           | 10   | 0      | 0      |
| Roger Raeven        | Pays-Bas           | Attaquant         | 10/12/1960        | 1983-1984  | 34 (34)           | 15   | 0      | 0      |
| Edin Ramčić         | Bosnie-Herzégovine | Défenseur         | 1/08/1970         | 2001-2002  | 22 (22)           | 1    | 4      | 0      |
| Paolo Rasori        | Belgique           | ?                 | ?                 | 1978-1979  | 0 (0)             | 0    | 0      | 0      |
| Michel Rasquin      | Belgique           | Défenseur         | 20/02/1964        | 1997-1998  | 5 (5)             | 0    | 0      | 0      |
| Zaza Revishvili     | Géorgie            | Milieu de terrain | 23/09/1968        | 1998-1999  | 9 (0)             | 0    | 3      | 0      |
| Yves Reygaert       | Belgique           | Attaquant         | 6/01/1954         | 1974-1978  | 0 (0)             | 0    | 0      | 0      |
| Thiago José Ribeiro | Brésil             | Milieu de terrain | 5/02/1980         | 2001-2002  | 10 (10)           | 1    | 0      | 1      |
| David Rimbold       | Belgique           | Milieu de terrain | 9/12/1977         | 1997-2002  | 70 (13)           | 13   | 6      | 1      |
| Léon Ritzen         | Belgique           | Attaquant         | 17/01/1939        | 1965-1967  | 0 (0)             | 0    | 0      | 0      |
| William Rizzi       | Belgique           | ?                 | 4/03/1969         | 1983-1984  | 0 (0)             | 0    | 0      | 0      |
| Marcel Roeykens     | Belgique           | ?                 | 16/03/1933        | 1952-1954  | 0 (0)             | 0    | 0      | 0      |
| Dirk Rosez          | Belgique           | Gardien de but    | 5/01/1961         | 1992-1998  | 194 (194)         | 0    | 7      | 1      |
| Thierry Rouyr       | Belgique           | Défenseur         | 11/09/1966        | 1989-1996  | 185 (166)         | 8    | 45     | 0      |
| Jan Ruiter          | Pays-Bas           | Gardien de but    | 24/11/1946        | 1977-1983  | 155 (155)         | 0    | 3      | 0      |

## S
| Joueur                | Nationalité        | Position          | Date de naissance | Période(s) | Matches (dont D1) | Buts | Jaunes | Rouges |
| --------------------- | ------------------ | ----------------- | ----------------- | ---------- | ----------------- | ---- | ------ | ------ |
| Marino Sabbadini      | Belgique           | Milieu de terrain | 10/12/1969        | 1995-1999  | 80 (55)           | 13   | 12     | 6      |
| Afrim Salievski       | Albanie            | Défenseur         | 10/11/1979        | 1996-2002  | 85 (24)           | 1    | 17     | 3      |
| Kingsley Samuel       | Ghana              | Défenseur         | 27/12/1978        | 1996-1998  | 17 (17)           | 0    | 1      | 1      |
| Joseph Sanders        | Belgique           | ?                 | ?                 | 1946-1955  | 0 (0)             | 0    | 0      | 0      |
| Christian Schaekels   | Belgique           | ?                 | 26/09/1969        | 1990-1991  | 2 (2)             | 0    | 0      | 0      |
| Victor Schneidewind   | Belgique           | ?                 | 27/09/1962        | 1980-1981  | 0 (0)             | 0    | 0      | 0      |
| Paul Schouppe         | Belgique           | Milieu de terrain | 4/04/1954         | 1973-1976  | 7 (7)             | 0    | 0      | 0      |
| Georges Schweiger     | Belgique           | ?                 | ?                 | 1959-1961  | 0 (0)             | 0    | 0      | 0      |
| Didier Segers         | Belgique           | Milieu de terrain | 21/02/1965        | 1982-1984  | 0 (0)             | 0    | 0      | 0      |
| Patrick Segers        | Belgique           | Gardien de but    | ?                 | 1985-1987  | 0 (0)             | 0    | 0      | 0      |
| Yilmaz Seker          | Turquie            | Milieu de terrain | 25/01/1979        | 1998-2002  | 55 (6)            | 0    | 7      | 0      |
| Fiorenzo Serchia      | Belgique           | Milieu de terrain | 26/09/1972        | 2000-2001  | 16 (0)            | 2    | 1      | 0      |
| Jurgen Simeons        | Belgique           | ?                 | 7/09/1977         | 1997       | 0 (0)             | 0    | 0      | 0      |
| Jimmy Smet            | Belgique           | Défenseur         | 31/10/1977        | 2001-2002  | 21 (21)           | 0    | 9      | 0      |
| Lambert Smid          | République tchèque | Milieu de terrain | 9/08/1968         | 2001-2002  | 15 (15)           | 1    | 2      | 0      |
| Wesley Sonck          | Belgique           | Attaquant         | 9/08/1978         | 1997-1998  | 33 (33)           | 11   | 1      | 0      |
| André Stassart        | Belgique           | Défenseur         | 29/09/1937        | 1964-1972  | 0 (0)             | 0    | 0      | 0      |
| Sébastien Stassin     | Belgique           | Milieu de terrain | 28/06/1978        | 1996-1998  | 4 (4)             | 0    | 1      | 0      |
| Edwin Stegeman        | Belgique           | Gardien de but    | 13/12/1975        | 1994-1996  | 0 (0)             | 0    | 0      | 0      |
| Jean Steurs           | Belgique           | ?                 | 17/03/1923        | 1954-1956  | 0 (0)             | 0    | 0      | 0      |
| Jean-Louis Straetmans | Belgique           | Attaquant         | 13/06/1930        | 1949-1964  | 0 (0)             | 0    | 0      | 0      |
| Eric Stroobants       | Belgique           | ?                 | 12/03/1955        | 1975-1979  | 0 (0)             | 0    | 0      | 0      |
| Chris Stroybant       | Belgique           | Milieu de terrain | 22/10/1946        | 1974-1975  | 21 (21)           | 1    | 0      | 0      |
| Muendo Fanny Sukama   | Angola             | ?                 | 9/11/1979         | 1997-2001  | 48 (0)            | 0    | 2      | 0      |
| Sead Sušić            | Yougoslavie        | Attaquant         | 3/01/1953         | 1980-1982  | 22 (22)           | 6    | 2      | 0      |
| Guido Swinnen         | Belgique           | Milieu de terrain | 28/06/1957        | 1988-1989  | 0 (0)             | 0    | 0      | 0      |
| Gabor Szepessy        | Hongrie            | Attaquant         | 21/12/1949        | 1970-1972  | 0 (0)             | 0    | 0      | 0      |

## T
| Joueur                   | Nationalité | Position          | Date de naissance | Période(s)           | Matches (dont D1) | Buts | Jaunes | Rouges |
| ------------------------ | ----------- | ----------------- | ----------------- | -------------------- | ----------------- | ---- | ------ | ------ |
| Willy Tack               | Belgique    | Gardien de but    | 21/06/1941        | 1965-1972            | 0 (0)             | 0    | 0      | 0      |
| Bruno Taverne            | Belgique    | Gardien de but    | 16/07/1961        | 1986-1988            | 3 (3)             | 0    | 0      | 0      |
| Kris Temmerman           | Belgique    | Milieu de terrain | 2/02/1973         | 2001-2002            | 29 (29)           | 2    | 2      | 0      |
| Julien Testaert          | Belgique    | ?                 | ?                 | 1952-1954            | 0 (0)             | 0    | 0      | 0      |
| Jacques Teugels          | Belgique    | Attaquant         | 3/08/1946         | 1971-1977            | 36 (36)           | 61   | 0      | 0      |
| Patrick Thairet          | Belgique    | Milieu de terrain | 21/08/1960        | 1980-1995            | 284 (257)         | 46   | 12     | 1      |
| Peter Thijs              | Belgique    | Gardien de but    | 10/04/1964        | 1989-1993            | 34 (33)           | 0    | 2      | 0      |
| Steen Thychosen          | Danemark    | Attaquant         | 22/09/1958        | 1981-1983            | 53 (53)           | 14   | 0      | 0      |
| Jean-Baptiste Timmermans | Belgique    | ?                 | ?                 | ?                    | 0 (0)             | 0    | 0      | 0      |
| Nicolas Timmermans       | Belgique    | Défenseur         | 4/11/1982         | 2000-2002            | 11 (11)           | 0    | 2      | 0      |
| René Timmermans          | Belgique    | ?                 | ?                 | 1961-1962            | 0 (0)             | 0    | 0      | 0      |
| Marc Trigaux             | Belgique    | Défenseur         | 23/05/1963        | 1980-1986, 1987-1988 | 121 (81)          | 4    | 1      | 1      |
| Frans Tuyaerts           | Belgique    | Attaquant         | ?                 | 1968-1972            | 0 (0)             | 0    | 0      | 0      |
| Willy Tuyaerts           | Belgique    | Défenseur         | 21/11/1945        | 1968-1974            | 0 (0)             | 2    | 0      | 0      |

## U
| Joueur    | Nationalité | Position       | Date de naissance | Période(s) | Matches (dont D1) | Buts | Jaunes | Rouges |
| --------- | ----------- | -------------- | ----------------- | ---------- | ----------------- | ---- | ------ | ------ |
| Iuliu Uţu | Roumanie    | Gardien de but | 4/09/1936         | 1970-1972  | 0 (0)             | 0    | 0      | 0      |

## V
| Joueur                    | Nationalité | Position          | Date de naissance | Période(s) | Matches (dont D1) | Buts | Jaunes | Rouges |
| ------------------------- | ----------- | ----------------- | ----------------- | ---------- | ----------------- | ---- | ------ | ------ |
| Arsène Vaillant           | Belgique    | Défenseur         | 13/06/1922        | 1941-1948  | 0 (0)             | 0    | 0      | 0      |
| Georgică Vameșu           | Roumanie    | Milieu de terrain | 3/11/1968         | 1997-1999  | 32 (22)           | 2    | 11     | 1      |
| Edwin van Ankeren         | Pays-Bas    | Attaquant         | 13/08/1968        | 1991-1993  | 49 (49)           | 19   | 5      | 0      |
| Eddy Van Craenebroeck     | Belgique    | ?                 | 6/09/1966         | 1984-1987  | 0 (0)             | 0    | 0      | 0      |
| Johnny Van Craenenbroeck  | Belgique    | ?                 | 13/07/1965        | 1983-1987  | 1 (1)             | 0    | 0      | 0      |
| Armand Van De Kerkhove    | Belgique    | Défenseur         | 29/10/1915        | 1934-1947  | 287 (287)         | 11   | 0      | 0      |
| Kris Van De Putte         | Belgique    | Gardien de but    | 22/12/1975        | 2001-2002  | 19 (19)           | 0    | 1      | 0      |
| Hippolyte Van den Bosch   | Belgique    | Attaquant         | 30/04/1926        | 1948-1952  | 0 (0)             | 0    | 0      | 0      |
| Constant Van Den Buys     | Belgique    | Milieu de terrain | 8/06/1957         | 1990-1992  | 45 (45)           | 5    | 1      | 0      |
| Roland Van Der Borght     | Belgique    | ?                 | 15/03/1944        | 1964-1973  | 0 (0)             | 0    | 0      | 0      |
| Franky Van der Elst       | Belgique    | Milieu de terrain | 30/04/1961        | 1979-1984  | 102 (102)         | 5    | 0      | 2      |
| Pascal Van Der Mynsbrugge | Belgique    | ?                 | 23/09/1966        | 1986-1987  | 1 (1)             | 0    | 0      | 0      |
| Geert Van Doninck         | Belgique    | Milieu de terrain | 21/05/1962        | 1982-1984  | 17 (17)           | 0    | 0      | 0      |
| André Van Herpe           | Belgique    | Milieu de terrain | 26/11/1933        | 1963-1964  | 0 (0)             | 0    | 0      | 0      |
| Gino Van Heuverzwyn       | Belgique    | ?                 | 18/01/1966        | 1983-1984  | 0 (0)             | 0    | 0      | 0      |
| Paul Van Himst            | Belgique    | Attaquant         | 2/10/1943         | 1975-1976  | 0 (0)             | 1    | 0      | 0      |
| Dirk Van Hoorde           | Belgique    | Gardien de but    | 30/06/1958        | 1983-1985  | 0 (0)             | 0    | 0      | 0      |
| Alain Van Kemseke         | Belgique    | Défenseur         | 29/06/1954        | 1973-1975  | 1 (1)             | 0    | 0      | 0      |
| Toine van Mierlo          | Pays-Bas    | Attaquant         | 24/08/1957        | 1983-1985  | 34 (34)           | 15   | 0      | 0      |
| Marcel Van Moerkerke      | Belgique    | ?                 | 8/10/1925         | 1945-1962  | 0 (0)             | 0    | 0      | 0      |
| Dirk Van Oekelen          | Belgique    | Défenseur         | 31/03/1971        | 2001-2002  | 32 (32)           | 0    | 5      | 0      |
| Jan Van Poelvoorde        | Belgique    | ?                 | ?                 | 1963-1966  | 0 (0)             | 0    | 0      | 0      |
| André Van Rompay          | Belgique    | ?                 | 25/02/1948        | 1968-1969  | 0 (0)             | 0    | 0      | 0      |
| Harm van Veldhoven        | Pays-Bas    | Milieu de terrain | 28/09/1962        | 1989-1992  | 83 (53)           | 29   | 10     | 1      |
| Alain Vandael             | Belgique    | Milieu de terrain | 20/10/1974        | 1992-1996  | 1 (1)             | 0    | 0      | 0      |
| Dimitri Vandenbergen      | Belgique    | Milieu de terrain | 12/03/1975        | 1994-1995  | 2 (2)             | 1    | 0      | 0      |
| Erwin Vandenbergh         | Belgique    | Attaquant         | 26/01/1959        | 1994-1995  | 20 (20)           | 4    | 0      | 0      |
| Yannick Vandenberghe      | Belgique    | ?                 | 30/08/1974        | 1992-1993  | 1 (1)             | 0    | 0      | 0      |
| Danny Vandenhende         | Belgique    | Attaquant         | 12/09/1959        | 1986-1987  | 28 (28)           | 9    | 3      | 0      |
| Frederik Vanderbiest      | Belgique    | Milieu de terrain | 10/10/1977        | 1996-2001  | 41 (9)            | 2    | 4      | 2      |
| Patrice Vandermeulen      | Belgique    | ?                 | 21/03/1969        | 1986-1990  | 0 (0)             | 0    | 0      | 0      |
| Luc Vanderschommen        | Belgique    | Gardien de but    | 21/09/1954        | 1987-1989  | 0 (0)             | 0    | 0      | 0      |
| Guy Vandersmissen         | Belgique    | Défenseur         | 25/12/1957        | 1992-1998  | 172 (172)         | 6    | 16     | 0      |
| Jurgen Vandervelde        | Belgique    | Gardien de but    | 9/02/1977         | 1995-1999  | 6 (5)             | 0    | 1      | 0      |
| Vincent Vandewalle        | Belgique    | ?                 | 20/12/1979        | 1998-2001  | 17 (0)            | 0    | 1      | 0      |
| Dirk Vangronsveld         | Belgique    | Défenseur         | 16/08/1967        | 1997-1999  | 59 (27)           | 2    | 5      | 2      |
| Franky Vanhaecke          | Belgique    | Attaquant         | 4/09/1954         | 1977-1979  | 24 (24)           | 12   | 0      | 0      |
| Martin Vanneste           | Belgique    | ?                 | ?                 | 1924-1928  | 0 (0)             | 0    | 0      | 0      |
| Roger Vanneste            | Belgique    | ?                 | ?                 | 1934-1947  | 0 (0)             | 0    | 0      | 0      |
| Luc Vanwalleghem          | Belgique    | Attaquant         | 8/03/1961         | 1986-1988  | 27 (27)           | 1    | 0      | 0      |
| Giuseppe Varrichio        | Belgique    | Milieu de terrain | 31/05/1966        | 1986-1987  | 22 (22)           | 0    | 3      | 0      |
| Wietse Veenstra           | Pays-Bas    | Attaquant         | 18/02/1946        | 1972-1976  | 2 (2)             | 0    | 0      | 0      |
| Dirk Vekeman              | Belgique    | Gardien de but    | 25/09/1960        | 1988-1989  | 0 (0)             | 0    | 0      | 0      |
| Mark Verbruggen           | Belgique    | Défenseur         | 22/06/1959        | 1983-1984  | 21 (21)           | 0    | 0      | 0      |
| Walter Vercammen          | Belgique    | ?                 | 26/01/1946        | 1966-1974  | 0 (0)             | 0    | 0      | 0      |
| Franky Vercauteren        | Belgique    | Milieu de terrain | 28/10/1956        | 1990-1993  | 50 (50)           | 4    | 3      | 0      |
| Youri Vergueitchik        | Biélorussie | Attaquant         | 5/03/1968         | 1995-1997  | 50 (50)           | 4    | 5      | 0      |
| Bernard Verheecke         | Belgique    | Attaquant         | 13/01/1957        | 1980-1983  | 34 (34)           | 9    | 0      | 0      |
| David Verlent             | Belgique    | ?                 | 10/04/1975        | 1994-1995  | 1 (1)             | 0    | 0      | 0      |
| Johan Vermeersch          | Belgique    | Défenseur         | 10/11/1951        | 1973-1983  | 25 (25)           | 6    | 0      | 0      |
| Piet Verschelde           | Belgique    | Attaquant         | 3/11/1964         | 1998-1999  | 25 (0)            | 8    | 3      | 0      |
| Aleksander Veselinovic    | Serbie      | Défenseur         | 23/05/1970        | 1996-1997  | 8 (8)             | 0    | 1      | 0      |

## W
| Joueur              | Nationalité    | Position          | Date de naissance | Période(s)           | Matches (dont D1) | Buts | Jaunes | Rouges |
| ------------------- | -------------- | ----------------- | ----------------- | -------------------- | ----------------- | ---- | ------ | ------ |
| Albert Walschaerts  | Belgique       | ?                 | ?                 | 1954-1961            | 0 (0)             | 0    | 0      | 0      |
| Robert Waseige      | Belgique       | Défenseur         | 26/08/1939        | 1963-1970            | 0 (0)             | 0    | 0      | 0      |
| Lambic Wawa-Mosengo | Zaïre          | Attaquant         | 12/04/1961        | 1985-1993            | 87 (87)           | 27   | 5      | 1      |
| Nicola Wellens      | Belgique       | Milieu de terrain | 27/06/1980        | 2001-2002            | 3 (3)             | 0    | 0      | 0      |
| Willy Wellens       | Belgique       | Attaquant         | 29/03/1954        | 1974-1978, 1990-1991 | 62 (62)           | 55   | 2      | 1      |
| Frans Wijnants      | Belgique       | ?                 | 30/10/1939        | 1965-1968            | 0 (0)             | 0    | 0      | 0      |
| Mark Williams       | Afrique du Sud | Attaquant         | 11/08/1966        | 1993-1995            | 62 (62)           | 17   | 6      | 0      |
| Karl-Heinz Wissmann | Allemagne      | Attaquant         | 2/02/1947         | 1975-1978            | 0 (0)             | 7    | 0      | 0      |
| Albert Wouters      | Belgique       | Défenseur         | 15/07/1964        | 1980-1985            | 10 (10)           | 1    | 0      | 0      |
| Marc Wuyts          | Belgique       | Attaquant         | 12/09/1967        | 1993-2002            | 95 (83)           | 21   | 15     | 1      |

## Z
| Joueur              | Nationalité | Position          | Date de naissance | Période(s) | Matches (dont D1) | Buts | Jaunes | Rouges |
| ------------------- | ----------- | ----------------- | ----------------- | ---------- | ----------------- | ---- | ------ | ------ |
| Jean-Claude Zamparo | Belgique    | ?                 | ?                 | 1968-1970  | 0 (0)             | 0    | 0      | 0      |
| Ante Žanetić        | Yougoslavie | Milieu de terrain | 18/11/1936        | 1964-1966  | 1 (1)             | 0    | 0      | 0      |
| Joseph Zangerle     | Luxembourg  | Attaquant         | 6/11/1949         | 1969-1970  | 0 (0)             | 0    | 0      | 0      |

### Sources
- (nl) « Liste des joueurs du club », sur Belgian Soccer Database (R. White Star AC)
- (nl) « Liste des joueurs du club », sur Belgian Soccer Database (R. Racing White)
- (nl) « Liste des joueurs du club », sur Belgian Soccer Database (RWD Molenbeek)